# 암하라인
암하라인(암하라어: አማራ 아마라, 그으즈어: ዐምሐራ)은 에티오피아에 다수 거주하는 민족이다. 언어로는 암하라어를 쓰며, 그 가운데 다수가 에티오피아 정교회 또는 수니파 이슬람교를 신앙으로 한다. 본토 이외 국가에서도 민족 집단을 형성하며, 특히 북아메리카에 타지 집단이 많다.

## 역사
암하라족은 현재 에티오피아의 30%를 차지하고 있다. 이들을 아랍인은 아비시니아족이라고 부른다. 암하라어와 티그리냐어는 서로 다르지만 사실은 에티오피아 정교회와 관련이 있는 것으로 알려졌고, 비잔틴 교회의 영향도 받지 않았다.
암하라족이 오랫동안 지배 민족으로 살았기 때문에 암하라어가 공용어가 되었다. 이들은 셈족 정복자의 후손으로 보는데, 기원전 6세기에서 기원후 1세기까지 아라비아 남부 지역에서 홍해를 건너와 이미 그 곳에 살고 있던 쿠시족과 흡수하면서 정치-문화적인 우위를 확립하였고, 2 ~ 9세기에는 악숨 제국을 세웠다. 티그리냐 족은 에티오피아의 북부 지역과 현 에리트레아에 살고 있었지만 암하라족은 계속 남하하여 지금까지도 많이 살고 있다.

### 완전한 지배 민족
1270년부터 1974년까지 암하라족은 완전한 지배 민족이 되었다. 19세기 중반기까지만 해도 영토 싸움이 치열했고 심지어 두 부족간 대립까지 잇따랐다. 하지만 농업에 종사했기 때문에 모두 공통된 역사를 가지고 있고 같은 주체 의식을 가지고 있다. 주로 옥수수·밀·보리·수수와 이 지방의 주요작물인 테프를 생산한다.

### 근대화 이전
암하라족의 사회구조는 주인과 예속인, 상급자와 하급자 사이에 맺어진 강한 개인적인 관계로 이루어져 있었다. 일반적으로 남자의 지위는 갖고 있는 토지의 크기와 정비례하기 때문에 상인처럼 토지를 갖고 있지 않은 사람은 영향력이 거의 없었다.
대지주나 토지를 갖고 있는 귀족은 고대 암하라족과 티그레족의 봉건 전사 계급을 계속 유지시키는 계층이었다. 토지는 황제를 위한 군대 복무의 대가로 귀족에게 주어졌으나, 현재는 소작인이 토지를 경작한다.

### 풍습
가정생활에서는 모든 특권과 권한이 가장에게 주어진다. 상속은 부계중심으로 이루어지며, 결혼한 부부는 남편 가족의 집과 가까운 곳에서 사는 것이 보통이다. 결혼에는 에티오피아 정교회에서 하는 쿠르반, 가장 보편적인 결혼형태인 세미아나(종교의식에 따르지 않고 하는 결혼), 다모즈(돈을 주고 하는 일시적인 결혼) 등 3가지 유형이 있다.
초혼은 모두 부모가 정한다. 세미아나나 다모즈의 결혼인 경우 60~90%가 이혼으로 끝나며, 신 앞에서 성스럽게 맺은 쿠르반은 특별한 경우를 제외하고는 배우자 한쪽이 죽은 뒤에는 다른 한쪽은 재혼할 수 없고 남편 한쪽 죽은 뒤에도 배우자 역시 재혼하지 못한다.

## 같이 보기
- 에티오피아의 역사